# Il gatto e il violino
Il gatto e il violino (The Cat and the Fiddle) è un film del 1934 diretto da William K. Howard e da Sam Wood che, non accreditato nei titoli, rigirò alcune scene sotto la supervisione di Bernard Hyman
Jeanette MacDonald appare per la prima volta in un film della MGM. Il suo nome appare in prima posizione sui manifesti: ormai è una stella di prima grandezza.
Il film è la riduzione cinematografica dell'omonimo musical di Jerome Kern e Otto Harbach, che, il 15 ottobre 1931, aveva debuttato con grande successo al Globe Theatre di Broadway; dopo aver continuato le repliche al George M. Cohan's Theatre, lo spettacolo chiuse i battenti il 24 settembre 1932 per un totale di 395 recite.

## Produzione
La lavorazione del film, prodotto dalla MGM, durò dalla fine agosto a metà novembre 1933 nei Metro-Goldwyn-Mayer Studios al 10202 di W. Washington Blvd. a Culver City.
Il gran finale del film fu girato in Three-strip Technicolor.

## Distribuzione
Il copyright del film, richiesto dalla Metro-Goldwyn-Mayer Corp., fu registrato il 14 febbraio 1934 con il numero LP4508.
Distribuito dalla MGM, il film uscì nelle sale USA il 16 febbraio 1934 con il titolo originale The Cat and the Fiddle. Nello stesso anno fu distribuito anche in Danimarca (27 luglio come Katten og violinen), in Finlandia (16 settembre, come Kissa ja viulu), in Portogallo (14 novembre, come O Gato e o Violino) e in Turchia (come Kedi ve keman). In Spagna, prese il titolo El gato y el violín, in Grecia I gata kai to violi, in Italia Il gatto e il violino, in Austria Liebe nach Noten.